# Wiliete Sport Clube
Actualités
Le Wiliete Sport Clube de Benguela couramment appelé Wiliete SC est un club de football angolais basé à Benguela.

## Histoire
Le club est fondé le 14 septembre 2018 et commence dans la plus haute division de la province de Benguela, en fin de saison il est promu en deuxième division angolaise. En terminant troisième le club est promu en première division, renonçant d'abord d'évoluer dans l'élite il participera quand même à la saison 2019-2020 de Girabola.
Après trois saisons en milieu de tableau, le club se rapproche du podium jusqu'à terminer vice-champion en 2024-2025 et s'assurer une qualification en Ligue des champions de la CAF 2025-2026.